# Skijaško trčanje na ZOI 2010.
Natjecanja u skijaškom trčanju na Zimskim olimpijskim igrama u Vancouveru održavala su se u Whistler Olympic Parku, u Whistleru. Natjecanja su se održavala od 15. do 28. veljače 2010.

## Muškarci

### Sprint (klasični)
| Plasman | Država    | Športaš              | Vrijeme (min) |
| ------- | --------- | -------------------- | ------------- |
| 1.      | Rusija    | Nikita Kriukov       | 3:36,3        |
| 2.      | Rusija    | Alexander Panžinskij | 3:36,3        |
| 3.      | Norveška  | Petter Northug       | 3:45,5        |
| 4.      | Norveška  | Ola Vigen Hattestad  | 3:50,0        |
| 5.      | Kazahstan | Alexei Poltaranin    | 3:54,4        |
| 6.      | Norveška  | Øystein Pettersen    | 4:56,2        |

### Momčadsko natjecanje (slobodni stil)
| Plasman | Država    | Športaši                             | Vrijeme (min) |
| ------- | --------- | ------------------------------------ | ------------- |
| 1.      | Norveška  | Øystein Pettersen Petter Northug     | 19:01,0       |
| 2.      | Njemačka  | Tim Tscharnke Axel Teichmann         | 19:02,3       |
| 3.      | Rusija    | Nikolai Morilov Alexei Petuchov      | 19:02,5       |
| 4.      | Kanada    | Devon Kershaw Alex Harvey            | 19:07,3       |
| 5.      | Kazahstan | Nikolai Tschebotko Alexei Poltaranin | 19:07,5       |
| 6.      | Češka     | Dušan Kožíšek Martin Koukal          | 19:13,8       |
| 7.      | Francuska | Vincent Vittoz Cyril Miranda         | 19:18,7       |
| 8.      | Italija   | Cristian Zorzi Renato Pasini         | 19:21,1       |
| 9.      | SAD       | Torin Koos Andrew Newell             | 19:21,6       |
| 10.     | Finska    | Lasse Paakkonen Ville Nousiainen     | 19:50,8       |

### 15 km slobodno
| Plasman | Država    | Športaš               | Vrijeme (min) |
| ------- | --------- | --------------------- | ------------- |
| 1.      | Švicarska | Dario Cologna         | 33:36,3       |
| 2.      | Italija   | Pietro Piller Cottrer | 34:00,9       |
| 3.      | Češka     | Lukáš Bauer           | 34:12,0       |
| 4.      | Švedska   | Marcus Hellner        | 34:13,5       |
| 5.      | Francuska | Vincent Vittoz        | 34:16,2       |
| 6.      | Francuska | Maurice Manificat     | 34:27,4       |
| 7.      | Njemačka  | Tobias Angerer        | 34:28,5       |
| 8.      | Kanada    | Ivan Babikov          | 34:30,0       |
| 9.      | Rusija    | Maxim Wylegschanin    | 34:31,6       |
| 10.     | Italija   | Giorgio Di Centa      | 34:36,2       |

### 30 km dohvatno
| Plasman | Država   | Športaš           | Vrijeme (h) |
| ------- | -------- | ----------------- | ----------- |
| 1.      | Švedska  | Marcus Hellner    | 1:15:11,4   |
| 2.      | Njemačka | Tobias Angerer    | 1:15:13,5   |
| 3.      | Švedska  | Johan Olsson      | 1:15:14,2   |
| 4.      | Rusija   | Alexander Ljogkov | 1:15:15,4   |
| 5.      | Kanada   | Ivan Babikov      | 1:15:20,5   |
| 6.      | Njemačka | Jens Filbrich     | 1:15:25,0   |
| 7.      | Češka    | Lukáš Bauer       | 1:15:25,2   |
| 8.      | Kanada   | George Grey       | 1:15:32,0   |
| 9.      | Kanada   | Alex Harvey       | 1:15:43,0   |
| 10.     | Švedska  | Anders Södergren  | 1:15:47,0   |

## Žene

### Sprint (klasični)
| Plasman | Država    | Športašica        | Vrijeme (min) |
| ------- | --------- | ----------------- | ------------- |
| 1.      | Norveška  | Marit Bjørgen     | 3:39,2        |
| 2.      | Poljska   | Justyna Kowalczyk | 3:40,3        |
| 3.      | Slovenija | Petra Majdič      | 3:41,0        |
| 4.      | Švedska   | Anna Olsson       | 3:41,7        |
| 5.      | Italija   | Magda Genuin      | 3:49,1        |
| 6.      | Norveška  | Celine Brun-Lie   | 3:51,5        |

### 10 km slobodno
| Plasman | Država    | Športašica                   | Vrijeme (min) |
| ------- | --------- | ---------------------------- | ------------- |
| 1.      | Švedska   | Charlotte Kalla              | 24:58,4       |
| 2.      | Estonija  | Kristina Šmigun-Vähi         | 25:05,0       |
| 3.      | Norveška  | Marit Bjørgen                | 25:14,3       |
| 4.      | Švedska   | Anna Haag                    | 25:19,3       |
| 5.      | Poljska   | Justyna Kowalczyk            | 25:20,1       |
| 6.      | Finska    | Riitta-Liisa Roponen         | 25:24,3       |
| 7.      | Rusija    | Jevgenija Medvedeva-Arbusova | 25:26,5       |
| 8.      | Norveška  | Kristin Størmer Steira       | 25:50,5       |
| 9.      | Ukrajina  | Valentina Ševčenko           | 25:51,1       |
| 10.     | Kazahstan | Svetlana Malahova-Shishkina  | 25:53,9       |

### 15 km dohvatno
| Plasman | Država   | Športašica             | Vrijeme (min) |
| ------- | -------- | ---------------------- | ------------- |
| 1.      | Norveška | Marit Bjørgen          | 39:58,1       |
| 2.      | Švedska  | Anna Haag              | 40:07,0       |
| 3.      | Poljska  | Justyna Kowalczyk      | 40:07,4       |
| 4.      | Norveška | Kristin Størmer Steira | 40:07,5       |
| 5.      | Finska   | Aino-Kaisa Saarinen    | 40:40,6       |
| 6.      | Norveška | Therese Johaug         | 40:50,0       |
| 7.      | Italija  | Marianna Longa         | 41:02,2       |
| 8.      | Švedska  | Charlotte Kalla        | 41:18,5       |
| 9.      | Italija  | Arianna Follis         | 41:21,6       |
| 10.     | Kanada   | Sara Renner            | 41:37,9       |

### Masovni start 30 km (klasično)
| Plasman | Država    | Športašica               | Vrijeme (min) |
| ------- | --------- | ------------------------ | ------------- |
| 1.      | Poljska   | Justyna Kowalczyk        | 1:30:33,7     |
| 2.      | Norveška  | Marit Bjørgen            | 1:30:34,0     |
| 3.      | Finska    | Aino-Kaisa Saarinen      | 1:31:38,7     |
| 4.      | Njemačka  | Evi Sachenbacher-Stehle  | 1:31:52,9     |
| 5.      | Japan     | Masako Ishida            | 1:31:56,5     |
| 6.      | Švedska   | Charlotte Kalla          | 1:31:57,6     |
| 7.      | Norveška  | Therese Johaug           | 1:32:01,3     |
| 8.      | Norveška  | Kristin Størmer Steira   | 1:32:04,4     |
| 9.      | Švedska   | Anna Olsson              | 1:33:00,3     |
| 10.     | Francuska | Karine Laurent Philippot | 1:33:11,4     |

### Momčadsko natjecanje (slobodni stil)
| Plasman | Država    | Športašice                                | Vrijeme (min) |
| ------- | --------- | ----------------------------------------- | ------------- |
| 1.      | Njemačka  | Evi Sachenbacher-Stehle Claudia Nystad    | 18:03,7       |
| 2.      | Švedska   | Charlotte Kalla Anna Haag                 | 18:04,3       |
| 3.      | Rusija    | Irina Chasova Natalja Korosteljova        | 18:07,7       |
| 4.      | Italija   | Magda Genuin Arianna Follis               | 18:14,2       |
| 5.      | Norveška  | Astrid Jacobsen Celine Brun-Lie           | 18:32,8       |
| 6.      | SAD       | Caitlin Compton Kikkan Randall            | 18:51,6       |
| 7.      | Kanada    | Daria Gaiazova Sara Renner                | 18:51,8       |
| 8.      | Finska    | Riitta-Liisa Roponen Riikka Sarasoja      | 18:56,6       |
| 9.      | Poljska   | Kornelia Marek Sylwia Jaśkowiec           | 18:59,1       |
| 10.     | Francuska | Karine Laurent Philippot Laure Barthélémy | 18:04,2       |

## Lista medalja
| Lista medalja u skijaškom trčanju (nakon 8 od 12 natjecanja) | Lista medalja u skijaškom trčanju (nakon 8 od 12 natjecanja) | Lista medalja u skijaškom trčanju (nakon 8 od 12 natjecanja) | Lista medalja u skijaškom trčanju (nakon 8 od 12 natjecanja) | Lista medalja u skijaškom trčanju (nakon 8 od 12 natjecanja) | Lista medalja u skijaškom trčanju (nakon 8 od 12 natjecanja) |
| Plasman                                                      | Država                                                       | Z                                                            | S                                                            | B                                                            | Ukupno                                                       |
| ------------------------------------------------------------ | ------------------------------------------------------------ | ------------------------------------------------------------ | ------------------------------------------------------------ | ------------------------------------------------------------ | ------------------------------------------------------------ |
| 1.                                                           | Norveška                                                     | 3                                                            | -                                                            | 2                                                            | 5                                                            |
| 2.                                                           | Švedska                                                      | 2                                                            | 2                                                            | 1                                                            | 5                                                            |
| 3.                                                           | Njemačka                                                     | 1                                                            | 2                                                            | -                                                            | 3                                                            |
| 4.                                                           | Rusija                                                       | 1                                                            | 1                                                            | 2                                                            | 4                                                            |
| 5.                                                           | Švicarska                                                    | 1                                                            | -                                                            | -                                                            | 1                                                            |
| 6.                                                           | Poljska                                                      | -                                                            | 1                                                            | 1                                                            | 2                                                            |
| 7.                                                           | Estonija                                                     | -                                                            | 1                                                            | -                                                            | 1                                                            |
|                                                              | Italija                                                      | -                                                            | 1                                                            | -                                                            | 1                                                            |
| 9.                                                           | Slovenija                                                    | -                                                            | -                                                            | 1                                                            | 1                                                            |
|                                                              | Češka                                                        | -                                                            | -                                                            | 1                                                            | 1                                                            |

## Vanjske poveznice
- Službene olimpijske stranice za natjecanje u skijaškom trčanju